# Ōzu (Kumamoto)
Ōzu (jap. 大津町 Ōzu-machi) – miasto w Japonii, na wyspie Kiusiu, w prefekturze Kumamoto. Według danych na rok 2020 miejscowość zamieszkiwało 35 187 mieszkańców , a gęstość zaludnienia wyniosła 355,1 os./km².